# توماش هالیکی
توماش هالیکی (انگلیسی: Tomasz Halicki؛ زادهٔ ۱۸ دسامبر ۱۹۷۶) موسیقی‌دان اهل لهستان است.